# Hartberg (Kammeltal)
Hartberg ist ein Gemeindeteil von Kammeltal im schwäbischen Landkreis Günzburg in Bayern.

## Lage
Das Dorf ist über die Kreisstraße GZ 17 zu erreichen.

## Geschichte
Der Ort wird bereits 1157 als Besitz des Klosters Wettenhausen genannt.

## Bevölkerungsentwicklung
Es handelt sich um Einwohnerzahlen nach dem jeweiligen Gebietsstand bis 1970 und ohne die heute zugehörigen Ortsteile. Die Bevölkerungszahl im Ort von 1987 wurde als Gemeindeteil der Gemeinde Kammeltal angegeben. Die Zahlen sind Volkszählungsergebnisse mit Archivierungen des Internetportals Bavarikon des Freistaats Bayern.
| Jahr      | 1871 | 1925 | 1950 | 1970 | 1987 |
| Einwohner | 84   | 91   | 115  | 93   | 64   |

## Baudenkmäler
- Die Kapelle aus dem 18. Jahrhundert ist ein Satteldachbau mit Polygonalapsis ohne Einzug.

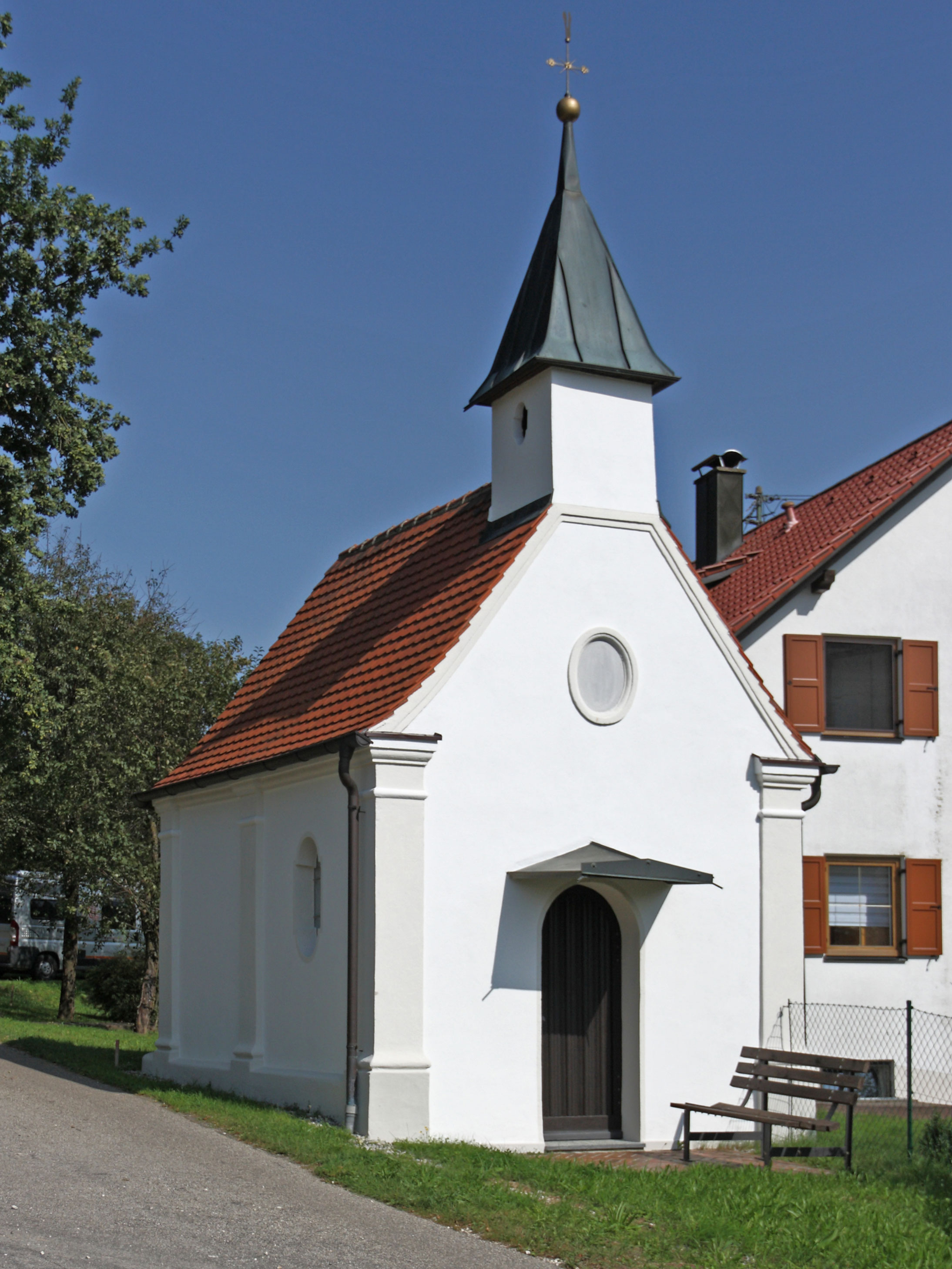
Ansicht von Nordwesten
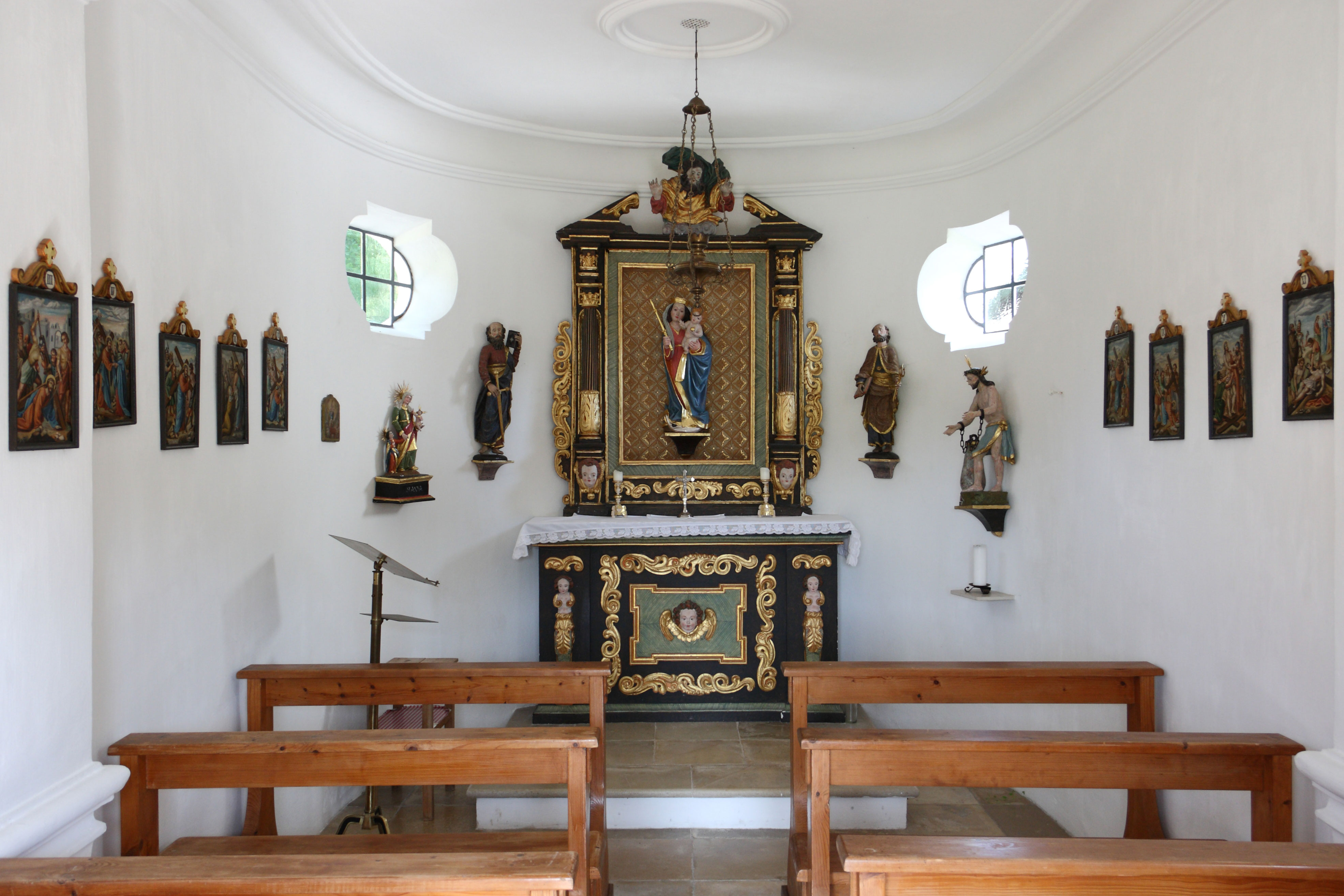
Innenansicht